# Princess Chelsea
Chelsea Nikkel (* 4. September 1985 in Auckland), bekannt unter ihrem Bühnennamen Princess Chelsea, ist eine neuseeländische Sängerin und Musikproduzentin. Musikalisch wird Princess Chelsea dem Indie-Pop, Synthie-Pop und Baroque Pop zugeordnet.

## Karriere
Musikalisch wurde Nikkel klassisch geprägt, mit Klavier- und Klarinettenunterricht. Noch zu Schulzeiten schrieb sie das Lied Monkey Eats Bananas, welches später vor allem durch ein bewusst trashiges Musikvideo bekannt wurde. Nach dem Schulabschluss gründete sie mit zwei Freunden die Punkband Teen Wolf und wurde Livemitglied bei der Tweepop-Band The Brunettes. Neben klassischen Komponisten wie Bach und Grieg zählt sie zeitgenössische Interpreten wie Grimes, Boards of Canada und Air zu ihren Einflüssen.
Nikkel wurde vom Independent-Label Lil’ Chief Records unter Vertrag genommen, das 2011 ihr Debütalbum Lil' Golden Book veröffentlichte. Der Guardian sah in diesem Debüt „magisch-musikalische Moralgeschichten“ sowie „giftige Märchen“ und „Wiegenlieder für die Addams Family“. Musikalisch wird das Album als „Soundtrack zu einem alten Disney-Film, gemischt mit Kraftwerk, mit Enya als Sängerin, in einer 60er-Produktion von Les Mis im Weltraum“ sowie als „schräge Version der jungen France Gall“ beschrieben. Insgesamt wäre es ein „tolles Album“, gerade, wenn man einen Sinn für das „hinreißend Seltsame“ habe. Der New Zealand Herald lobte den „Engelsgesang mit bitterbösem Witz“.
Bekanntheit erreichte Nikkel 2012 durch das Musikvideo ihres Liedes The Cigarette Duet, in dem sie mit Jonathan Bree ein Streitgespräch über das Rauchen führt.
2015 erschien das Nachfolgealbum The Great Cybernetic Depression. Thematisch behandelt es vor allem Gesellschafts- und Technologiekritik. 2015 veröffentlichte Robin Schulz einen Remix ihres Liedes World Turns Grey auf seinem Album Sugar. Nach dem Coveralbum Aftertouch erschien 2018 mit The Loneliest Girl das vierte Album von Princess Chelsea. Der Musikexpress sieht darin „elegisch hallenden, zuckrigen Synthie-Pop“, bemängelt aber auch, dass sie in diesem „Ironie-Game“ schon mal weiter gewesen wäre und man sich an der „Augenzwinker-Kindchenschema-Show“ rasch sattgehört hätte.

## Diskografie

### Alben
- 2011: Lil' Golden Book
- 2015: The Great Cybernetic Depression
- 2016: Aftertouch
- 2018: The Loneliest Girl
- 2022: Everything is Going to Be Alright

### EPs
- 2012: The Cigarette Duet (European Tour Edition)

### Singles
- 2009: Your Woman
- 2009: Monkey Eats Bananas
- 2010: And I Love Her
- 2011: Too Fast to Live
- 2011: The Cigarette Duet (feat. Jonathan Bree)
- 2011: Ice Reign
- 2012: Overseas
- 2013: We're So Lost
- 2014: No Church on Sunday
- 2018: Wasting Time
- 2018: I Love My Boyfriend
- 2020: I Miss My Man
- 2022: Everything is Going to Be Alright
- 2022: Sometimes (feat. Mattyeux, Videoclub)
- 2022: The Forest